# 松平治好
松平 治好（まつだいら はるよし）は、江戸時代中期から後期にかけての大名。越前国福井藩13代藩主。官位は正四位下・左近衛権中将。

## 生涯
明和5年（1768年）3月25日、12代藩主・松平重富の長男として江戸にて誕生した。天明3年（1783年）9月25日、元服して従四位上・侍従に叙任、父・重富の従兄弟にあたる10代将軍・徳川家治から偏諱を受けて治好、また伊予守と名乗る。寛政11年（1799年）9月18日、父の隠居で家督を継ぐ。同年12月18日、左近衛権少将に任官する。享和2年（1802年）2月29日には越前守に名乗りを改め、文化8年（1811年）12月11日には左近衛権中将に任じられる。
文化14年（1817年）9月、嫡子の仁之助（斉承）が、治好の従兄弟で11代将軍となっていた徳川家斉の娘・浅姫との縁組を申し渡され、翌文化15年（1818年）5月に2万石を加増されて32万石の大名となった。文政6年12月15日（1824年）、正四位下となる。文政8年12月1日（1826年）、江戸で死去した。享年58。
跡を嫡子の斉承が継いだ。

## 藩政
文化4年（1807年）に医学所である済世館を創設するなどの功績もあったが、幕命による隅田川普請や江戸藩邸の焼失、さらに治好自身が叔父の一橋治済と共に奢侈を極めるなどしたため、藩財政が著しく悪化した。文政5年（1822年）、藍玉を専売制とする。

## 系譜
- 父：松平重富（1748年 - 1809年）
- 母：致姫（1750年 - 1794年） - 徳川宗将の三女
- 正室：定姫（1767年 - 1813年） - 徳川宗武の八女
  - 長女：箏（1788年 - 1842年） - 松平斉孝正室
  - 長男：於義丸（1790年 - 1794年） - 早世
- 側室：義牟（? - 1808年） - 山下氏
  - 次女：香雲院（1808年 - 1808年）
- 側室：寿満（? - 1849年） - 千種氏
  - 三男：松平斉承（1811年 - 1835年）
  - 三女：樹（1813年 - 1813年）
  - 四男：松平善道（1814年 - 1843年）
  - 四女：外（1817年 - 1818年）
  - 五女：謹姫（1822年 - 1852年） - 阿部正弘正室
- 養子：本之丞（1800年 - 1803年） - 徳川治済の子